# Wojciech Dyduch
Wojciech Tadeusz Dyduch (ur. 2 czerwca 1974 w Krakowie) – profesor nauk ekonomicznych specjalizujący się w naukach o zarządzaniu, prorektor ds. kształcenia i współpracy międzynarodowej Uniwersytetu Ekonomicznego w Katowicach, członek Prezydium Komitetu Nauk Organizacji i Zarządzania Polskiej Akademii Nauk, członek Rady Doskonałości Naukowej, członek Komisji Nadzoru Finansowego.

## Życiorys
Wojciech Dyduch mieszka  w Tychach, gdzie ukończył klasę biologiczno-chemiczną II Liceum Ogólnokształcącego im. C.K. Norwida (1989–1993). W okresie szkolnym był stypendystą Krajowego Funduszu na rzecz Dzieci. Absolwent Nauczycielskiego Kolegium Języków Obcych w Tychach oraz Śląskiej Międzynarodowej Szkoły Handlowej w Katowicach (Business School Uniwersytetu Śląskiego i Akademii Ekonomicznej). Stypendysta Northampton University College, UK. Doktorat z nauk o zarządzaniu uzyskał w 2003 na Akademii Ekonomicznej w Katowicach na podstawie rozprawy Kapitał społeczny organizacji a przedsiębiorczość (promotor – Mariusz Bratnicki). W 2009 uzyskał stopień doktora habilitowanego  z nauk ekonomicznych, w dyscyplinie nauki o zarządzaniu, w specjalności przedsiębiorczość organizacyjna, przedstawiając  osiągnięcie naukowe pt. Pomiar przedsiębiorczości organizacyjnej. W 2014 uzyskał tytuł naukowy profesora nauk ekonomicznych na podstawie dorobku naukowego i osiągnięcia naukowego Twórcza strategia organizacji, w którym podkreślał istotę wspierania twórczości pracowników, ożywiania innowacyjności i strategicznego wzmacniania talentów w organizacjach a także formułowania strategii opartej na twórczości organizacyjnej w celu uzyskiwania mnogich, sytuacyjnych, opartych na elastyczności i responsywności trwałych, docelowych przewag konkurencyjnych, w miejsce postulowanej do tej pory trwałej przewagi konkurencyjnej.
Od 2000 związany zawodowo z Akademią Ekonomiczną w Katowicach (obecnie Uniwersytet Ekonomiczny w Katowicach). W kadencji 2008–2012 pełnił funkcję prodziekana Wydziału Zarządzania, a następnie prorektora ds. edukacji i współpracy międzynarodowej. Obecnie dziekan  Wydziału Zarządzania oraz kierownik Katedry Przedsiębiorczości.
Jego zainteresowania naukowe obejmują problematykę zarządzania strategicznego i przedsiębiorczości organizacyjnej; tworzenia i przechwytywania wartości przez organizacje przedsiębiorcze, strategicznego wzmacniania twórczości w organizacjach, pomiaru przedsiębiorczości i efektywności funkcjonowania organizacji, a także wpływu decyzji menedżerskich podejmowanych w czasie koronawirusa na przetrwanie organizacji.
Przewodniczący Komitetu Nauk Organizacji i Zarządzania Polskiej Akademii Nauk w kadencji 2020–2024, członek Rady Doskonałości Naukowej. 
Od 30 października 2020 zasiada w Komisji Nadzoru Finansowego jako przedstawiciel Prezydenta RP. Wcześniej był członkiem Rady ds. Przedsiębiorczości przy Prezydencie RP.

## Wyróżnienia
W 2012 za zasługi w działalności na rzecz rozwoju nauki został odznaczony Srebrnym Krzyżem Zasługi.
W 2022 został odznaczony Medalem 90-lecia  Uniwersytetu Ekonomicznego w Krakowie.
W 2023 został odznaczony przez TNOiK Medalem im. Karola Adamieckiego za wybitny dorobek naukowy w zakresie organizacji i zarządzania.
W 2024 wyróżniony nagrodą Ministra Nauki za znaczące osiągnięcia w działalności naukowej.

## Publikacje książkowe
- Wojciech Dyduch i in.: Project Management in Small and Medium-Sized Enterprises. A European Perspective. Taylor&Francis, Auerbach Publications, 2024, s. 222. DOI: 10.1201/9781003309901.

- Wojciech Dyduch: Pomiar przedsiębiorczości organizacyjnej. Katowice: Wydawnictwo Akademii Ekonomicznej im. Karola Adamieckiego, 2008, s. 293. ISBN 978-83-7246-919-9.
- Wojciech Dyduch: Twórcza strategia organizacji. Katowice: Wydawnictwo Uniwersytetu Ekonomicznego, 2013, s. 224. ISBN 978-83-7875-121-2.
- Wojciech Dyduch, Krystyna Jędralska: Nauki o zarządzaniu : dokonania, trendy, wyzwania. Katowice: Wydawnictwo Akademii Ekonomicznej im. Karola Adamieckiego, 2017, s. 369. ISBN 978-83-7875-382-7.